# Pseudostellaria webbiana
Pseudostellaria webbiana är en nejlikväxtart som först beskrevs av George Bentham och G. Don f., och fick sitt nu gällande namn av S.S. Ikonnikov. Pseudostellaria webbiana ingår i släktet Pseudostellaria och familjen nejlikväxter. Inga underarter finns listade i Catalogue of Life.